# Prapratna
Prapratna - żupa serbska wymieniona w II połowie XII wieku w Latopisie Popa Duklanina
Terytorium jej znajduje się w dzisiejszej Czarnogórze pomiędzy nadmorskimi miastami Barem a Ulcinjem. Przy Jeziorze Szkoderskim graniczyło z tak zwaną Krajiną. Ośrodkiem Prapratnej był zapewne zaginiony gród o tej samej nazwie, według Jirečka położony w dolinie rzeki Crmnicy. W grodzie mieściła się rezydencja (curia) władców Dukli. W kościele świętego Andrzeja w Prapratnej został pochowany władca zecki Stefan Dobrosław. W połowie XI wieku za jego panowania centrum państwa zaczęło się rzesuwać z Prapratnej na wschodni brzeg Jeziora Szkoderskeigo do Skadaru. Za panowania Nemaniczów, w związku z bliskością ośrodków miejskich, gród zaczął tracić na znaczeniu. Miejsce, w którym się znajdował zostało zapomniane, mimo że w połowie XIV wieku nad Crmnicą mieściła się rezydencja panujących w Zecie Balšiciów.